# 138 Tolosa
138 Tolosa (dal latino Tolōsa) è un iridescente asteroide roccioso della fascia principale.
Tolosa fu il primo dei sei asteroidi scoperti dall'astronomo francese Henri Joseph Anastase Perrotin. Fu individuato il 19 maggio 1874 dall'Osservatorio di Tolosa (in Occitania, Francia) situato nel quartiere di Jolimont, dove lavorava come assistente del direttore, Félix Tisserand. La scoperta ha un merito rilevante data la scarsa attrezzatura che l'Osservatorio possedeva, un quadrante da 8 piedi (2,45 metri), costruito nel 1772 - 1774 da John Bird.
L'asteroide fu battezzato con il nome latino e occitano della città da cui fu individuato.